# Serart
Serart är ett album släppt av sångaren i System of a Down Serj Tankian (Ser- i namnet) och den turkiske sångaren Arto Tunçboyacıyan (-art i namnet). Serart sägs även komma från armeniskans "Ser" som betyder "kärlek" och engelskans "art" som betyder "konst". Albumet släpptes under 2003 och var det första albumet som släpptes av Tankians eget skivbolag Serjical Strike. Tankian och Tunçboyacıyan träffades första gången under Armenian Music Awards år 2000 och det var där en vänskap började växa fram.
År 2008 gick Tunçboyacıyan ut med att det förmodligen kommer att släppas ett andra album med Serart, men att det inte kommer att ske än på ett tag. Debutalbumet släpptes som Deluxe Edition i april 2009.

## Låtlista
Alla låtar är skrivna och komponerade av Serj Tankian och Arto Tunçboyacıyan, om inte annat anges. 
| Nr  | Titel                                      | Längd |
| --- | ------------------------------------------ | ----- |
| 1.  | Intro                                      | 0:33  |
| 2.  | Cinema                                     | 4:00  |
| 3.  | Devil's Wedding                            | 4:08  |
| 4.  | The Walking Xperiment                      | 3:32  |
| 5.  | Black Melon                                | 3:36  |
| 6.  | Metal Shock                                | 0:31  |
| 7.  | Save the Blonde                            | 3:15  |
| 8.  | Love is the Peace                          | 2:29  |
| 9.  | Leave Melody Counting Fear                 | 3:45  |
| 10. | Gee-Tar                                    | 1:11  |
| 11. | Claustrophobia                             | 1:36  |
| 12. | Narina (med Jenna Ross och Shavo Odadjian) | 5:32  |
| 13. | Zumba                                      | 0:51  |
| 14. | Facing the Plastic                         | 3:46  |
| 15. | If You Can Catch Me                        | 1:03  |
| 16. | I Don't Want to Go Back Empty-Handed       | 4:07  |

| 17. | Facing the Plastic (Mindless Self Indulgence Remix) | 3:51 |
| 18. | Narina (Bill Laswell Remix)                         | 4:00 |

| 1. | Sun Angle Calculator | 13:49 |

| 1. | Serart Album Overture (Serj Tankian DJ Mix)         | 12:39 |
| 2. | Narina (Bill Laswell Remix)                         | 3:58  |
| 3. | Facing the Plastic (Mindless Self Indulgence Remix) | 3:50  |
| 4. | EPK                                                 | 4:50  |